# Arcidiocesi di Tegucigalpa

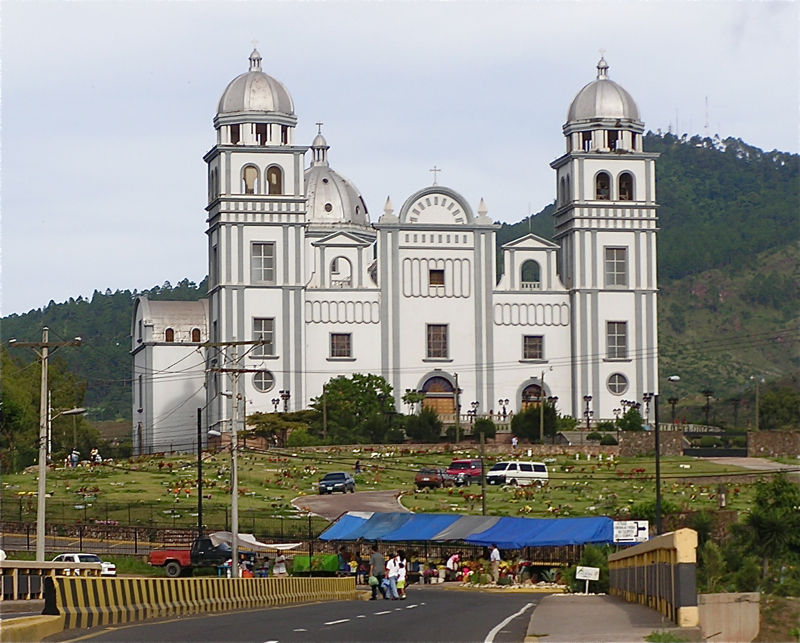
La basilica minore di Nostra Signora di Suyapa di Tegucigalpa.

L'arcidiocesi di Tegucigalpa (in latino Archidioecesis Tegucigalpensis) è una sede metropolitana della Chiesa cattolica in Honduras. Nel 2022 contava 1.375.760 battezzati su 1.983.000 abitanti. È retta dall'arcivescovo José Vicente Nácher Tatay, C.M.

## Territorio
L'arcidiocesi comprende il distretto centrale e il dipartimento di Francisco Morazán in Honduras, per un totale di 28 comuni.
Sede arcivescovile è la città di Tegucigalpa, dove si trova la cattedrale di San Michele. Nella stessa città si trova anche la basilica minore di Nostra Signora di Suyapa (Nuestra Señora de Suyapa).
Il territorio si estende su una superficie di 8.619 km² ed è suddiviso in 61 parrocchie, raggruppate in 8 decanati: Cristo Rey, Inmaculada Concepción, Manuel de Jesus Subirana, Nuestra Señora de Suyapa, San Francisco de Asís, San Juan María Vianney, San Miguel Arcángel, San Pedro Apostol.

### Provincia ecclesiastica
La provincia ecclesiastica di Tegucigalpa, istituita nel 1916, comprende 4 suffraganee:
- diocesi di Choluteca,
- diocesi di Comayagua,
- diocesi di Danlí,
- diocesi di Juticalpa.

## Storia
La diocesi di Trujillo o dell'Honduras (Truxillensis o de Honduras) fu eretta da papa Clemente VII il 6 settembre 1531, in forza del breve Super specula. Essa copriva l'intero territorio dell'Honduras ed era suffraganea dell'arcidiocesi di Siviglia.
Il 12 febbraio 1546 la diocesi entrò a far parte della provincia ecclesiastica di Santo Domingo.
Nel 1561 la sede fu trasferita a Comayagua, città fondata nel 1540. La diocesi assunse quindi il nuovo nome di diocesi di Comayagua.
Il 16 dicembre 1743 con la bolla Ad supremum catholicae di papa Benedetto XIV entrò a far parte della provincia ecclesiastica dell'arcidiocesi di Santiago di Guatemala.
Il 2 febbraio 1916, in forza della bolla Quae rei sacrae di papa Benedetto XV, ha ceduto porzioni del suo territorio a vantaggio dell'erezione del vicariato apostolico di San Pedro Sula (oggi arcidiocesi) e della diocesi di Santa Rosa de Copán. Contestualmente la sede fu traslata da Comayagua a Tegucigalpa ed elevata al rango di arcidiocesi metropolitana, la cui provincia ecclesiastica comprendeva le due sedi erette con la stessa bolla.
Il 6 marzo 1949, il 13 marzo 1963, l'8 settembre 1964, il 19 settembre 2005 e il 2 gennaio 2017 ha ceduto ulteriori porzioni di territorio a vantaggio dell'erezione rispettivamente della prelatura territoriale dell'Immacolata Concezione di Maria Vergine di Olancho (oggi diocesi di Juticalpa), della diocesi di Comayagua, della prelatura territoriale di Choluteca (oggi diocesi), della diocesi di Yoro e della diocesi di Danlí.

## Cronotassi dei vescovi
Si omettono i periodi di sede vacante non superiori ai 2 anni o non storicamente accertati.
- Alfonso de Talavera, O.S.H. † (6 settembre 1531 - 1540 dimesso)
- Cristóbal de Pedraza † (4 febbraio 1541 - 1553 deceduto)
  - Sede vacante (1553-1556)
- Jerónimo de Covella (Corella), O.S.H. † (12 giugno 1556 - 31 luglio 1575 deceduto)
  - Sede vacante (1575-1578)
- Alfonso de la Cerda, O.P. † (13 gennaio 1578 - 6 novembre 1587 nominato arcivescovo di La Plata o Charcas)
- Gaspar de Andrada (Anorada), O.F.M. † (16 novembre 1587 - 1612 deceduto)
- Alfonso del Galdo, O.P. † (22 ottobre 1612 - 1629 deceduto)
- Luis de Cañizares, O.M. † (1629 succeduto - 24 luglio 1645 deceduto)
  - Sede vacante (1645-1650)
- Juan Merlo de la Fuente † (30 maggio 1650 - 1665 deceduto)
  - Sede vacante (1665-1672)
- Martín de Espinosa Monzon † (12 settembre 1672 - 1676 deceduto)
- Alonso Vargas y Barca, O.S.A. † (22 novembre 1677 - 1696 o 1697 deceduto)
- Pedro de los Reyes Ríos de la Madrid, O.S.B. † (11 aprile 1699 - 30 marzo 1700 nominato vescovo di Yucatán)
- Juan Pérez Carpintero, O.Praem. † (3 gennaio 1701 - 12 maggio 1724 deceduto)
- Antonio Guadalupe López Portillo, O.F.M. † (19 novembre 1725 - 6 gennaio 1742[3] deceduto)
- Francisco de Molina, O.S.Bas. † (11 marzo 1743 - 1749 deceduto)
- Diego Rodríguez de Rivas y Velasco † (16 novembre 1750 - 29 marzo 1762 nominato vescovo di Guadalajara)
- Isidro Rodríguez Lorenzo, O.S.Bas. † (17 dicembre 1764 - 14 dicembre 1767 nominato arcivescovo di Santo Domingo)
- Antonio Macarulla Minguilla de Aguilain † (14 dicembre 1767 - 14 dicembre 1772 nominato vescovo di Durango)
- Francisco José Palencia † (15 marzo 1773 - novembre 1775 deceduto)
- Francisco Antonio de San Miguel Iglesia Cajiga, O.S.H. † (17 febbraio 1777 - 15 dicembre 1783 nominato vescovo di Michoacán)
- José Antonio de Isabela † (27 giugno 1785 - dicembre 1785 deceduto)
  - Sede vacante (1785-1788)
- Fernando Cardiñanos, O.F.M. † (10 marzo 1788 - luglio 1794 deceduto)
- Vicente Navas, O.P. † (1º giugno 1795 - circa 1809 deceduto)
  - Sede vacante (circa 1809-1817)
- Manuel Julián Rodríguez del Barranco † (14 aprile 1817 - 1819 deceduto)
  - Sede vacante (1819-1844)
- Francisco de Paula Campo y Pérez † (25 gennaio 1844 - 1853 deceduto)
  - Sede vacante (1853-1861)
- Juan Félix de Jesús Zepeda, O.F.M. † (22 luglio 1861 - 20 aprile 1885 deceduto)
  - Sede vacante (1885-1887)
- Manuel Francisco Vélez † (23 maggio 1887 - 26 marzo 1901 deceduto)
- Jaime-María Martínez y Cabanas † (30 gennaio 1902 - 11 agosto 1921 deceduto)
- Agustín Hombach, C.M. † (3 febbraio 1923 - 17 ottobre 1933 deceduto)
  - Sede vacante (1933-1947)
- José de la Cruz Turcios y Barahona, S.D.B. † (8 dicembre 1947 - 18 maggio 1962 dimesso[4])
- Héctor Enrique Santos Hernández, S.D.B. † (18 maggio 1962 - 8 gennaio 1993 ritirato)
- Óscar Andrés Rodríguez Maradiaga, S.D.B. (8 gennaio 1993 - 26 gennaio 2023 ritirato)
- José Vicente Nácher Tatay, C.M., dal 26 gennaio 2023

## Statistiche
L'arcidiocesi nel 2022 su una popolazione di 1.983.000 persone contava 1.375.760 battezzati, corrispondenti al 69,4% del totale.
| anno | popolazione | popolazione | popolazione | presbiteri | presbiteri | presbiteri | presbiteri                | diaconi | religiosi | religiosi | parrocchie |
| anno | battezzati  | totale      | %           | numero     | secolari   | regolari   | battezzati per presbitero | diaconi | uomini    | donne     | parrocchie |
| ---- | ----------- | ----------- | ----------- | ---------- | ---------- | ---------- | ------------------------- | ------- | --------- | --------- | ---------- |
| 1950 | 821.076     | 846.468     | 97,0        | 76         | 34         | 42         | 10.803                    |         | 44        | 97        | 41         |
| 1966 | 497.165     | 547.213     | 90,9        | 79         | 22         | 57         | 6.293                     |         |           | 21        | 28         |
| 1970 | 789.000     | 850.315     | 92,8        | 84         | 17         | 67         | 9.392                     |         | 67        | 142       | 39         |
| 1976 | 1.020.000   | 1.122.000   | 90,9        | 82         | 36         | 46         | 12.439                    |         | 49        | 175       | 33         |
| 1980 | 1.916.949   | 1.946.141   | 98,5        | 76         | 17         | 59         | 25.223                    |         | 71        | 146       | 41         |
| 1990 | 1.255.618   | 1.364.803   | 92,0        | 89         | 25         | 64         | 14.108                    | 1       | 69        | 64        | 36         |
| 1999 | 1.516.661   | 1.849.796   | 82,0        | 138        | 53         | 85         | 10.990                    | 1       | 96        | 206       | 45         |
| 2000 | 1.519.352   | 1.858.702   | 81,7        | 151        | 55         | 96         | 10.061                    | 1       | 109       | 210       | 50         |
| 2001 | 1.621.000   | 1.971.481   | 82,2        | 149        | 58         | 91         | 10.879                    | 1       | 104       | 246       | 55         |
| 2002 | 1.638.000   | 1.992.481   | 82,2        | 149        | 58         | 91         | 10.993                    | 1       | 104       | 246       | 55         |
| 2003 | 1.596.947   | 1.996.184   | 80,0        | 151        | 58         | 93         | 10.575                    | 1       | 101       | 255       | 48         |
| 2004 | 1.601.637   | 2.135.516   | 75,0        | 165        | 67         | 98         | 9.706                     | 1       | 116       | 387       | 48         |
| 2010 | 1.550.000   | 1.801.000   | 86,1        | 135        | 72         | 63         | 11.481                    | 4       | 68        | 305       | 56         |
| 2014 | 1.684.000   | 1.955.000   | 86,1        | 156        | 79         | 77         | 10.794                    | 1       | 97        | 320       | 58         |
| 2017 | 1.261.000   | 1.815.493   | 69,5        | 139        | 71         | 68         | 9.071                     | 3       | 89        | 325       | 55         |
| 2020 | 1.334.500   | 1.921.700   | 69,4        | 133        | 78         | 55         | 10.033                    | 4       | 82        | 300       | 58         |
| 2022 | 1.375.760   | 1.983.000   | 69,4        | 134        | 78         | 56         | 10.266                    | 5       | 85        | 273       | 61         |